# Безлюдна порода (фільм, 1915)
«Безлюдна порода» (англ. The Desert Breed) — американський короткометражний вестерн режисера Джозефа Де Грасса 1915 року.

## У ролях
- Полін Буш — Джессі
- Лон Чейні — Фред
- Вільям С. Доулан — Джек